# Royal Marines

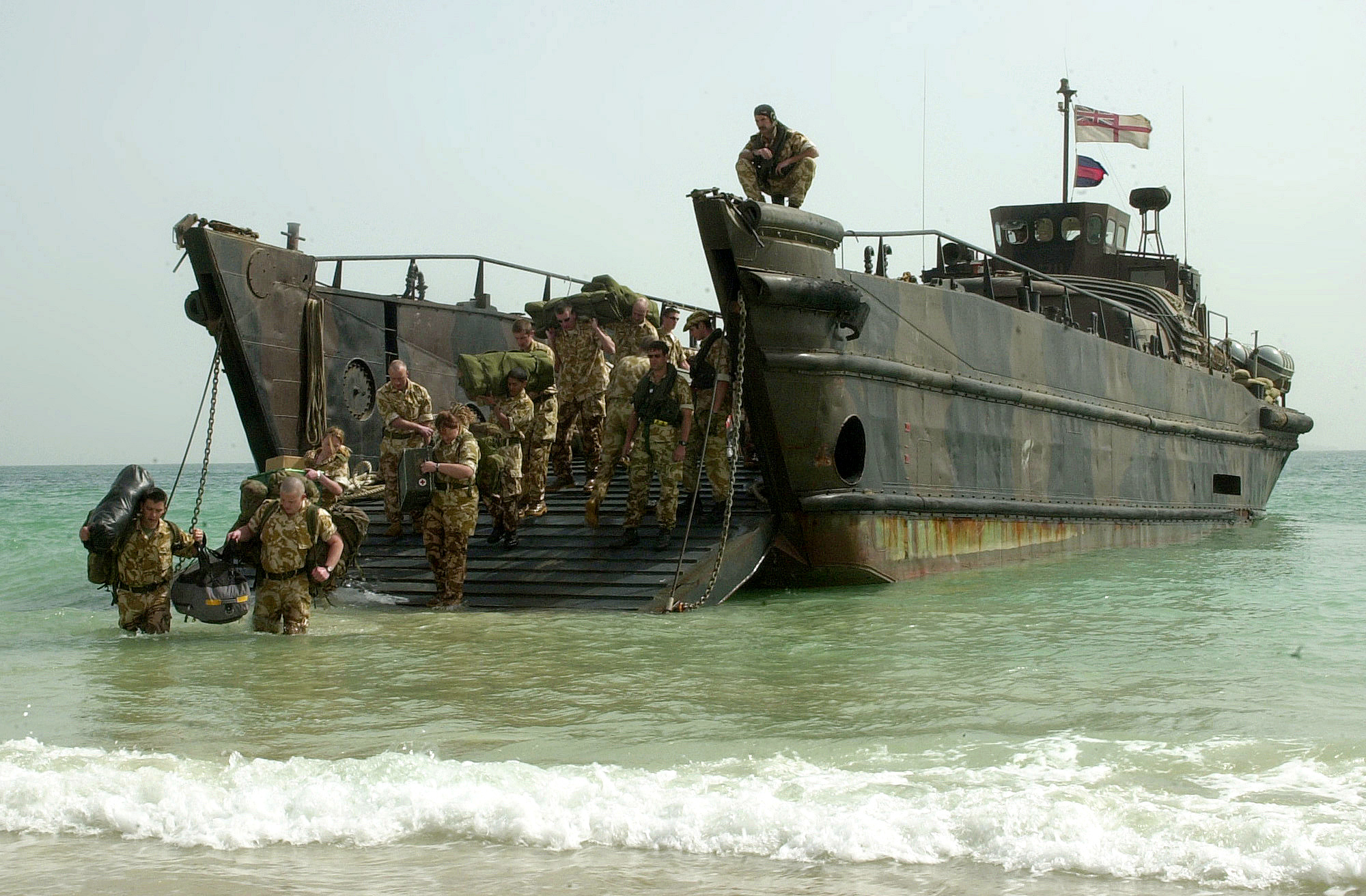
Royal Marines, 2003.

El Cuerpo de Marines Reales (en inglés: Corps of Royal Marines) es la fuerza británica de operaciones anfibias y una importante fuerza de respuesta rápida del Reino Unido. Están muy bien equipados y preparados para actuar en cualquier terreno y condiciones climáticas. Sus principales buques de acción son el HMS Bulwark, el HMS Albion y el HMS Ocean, buques de operaciones anfibias.

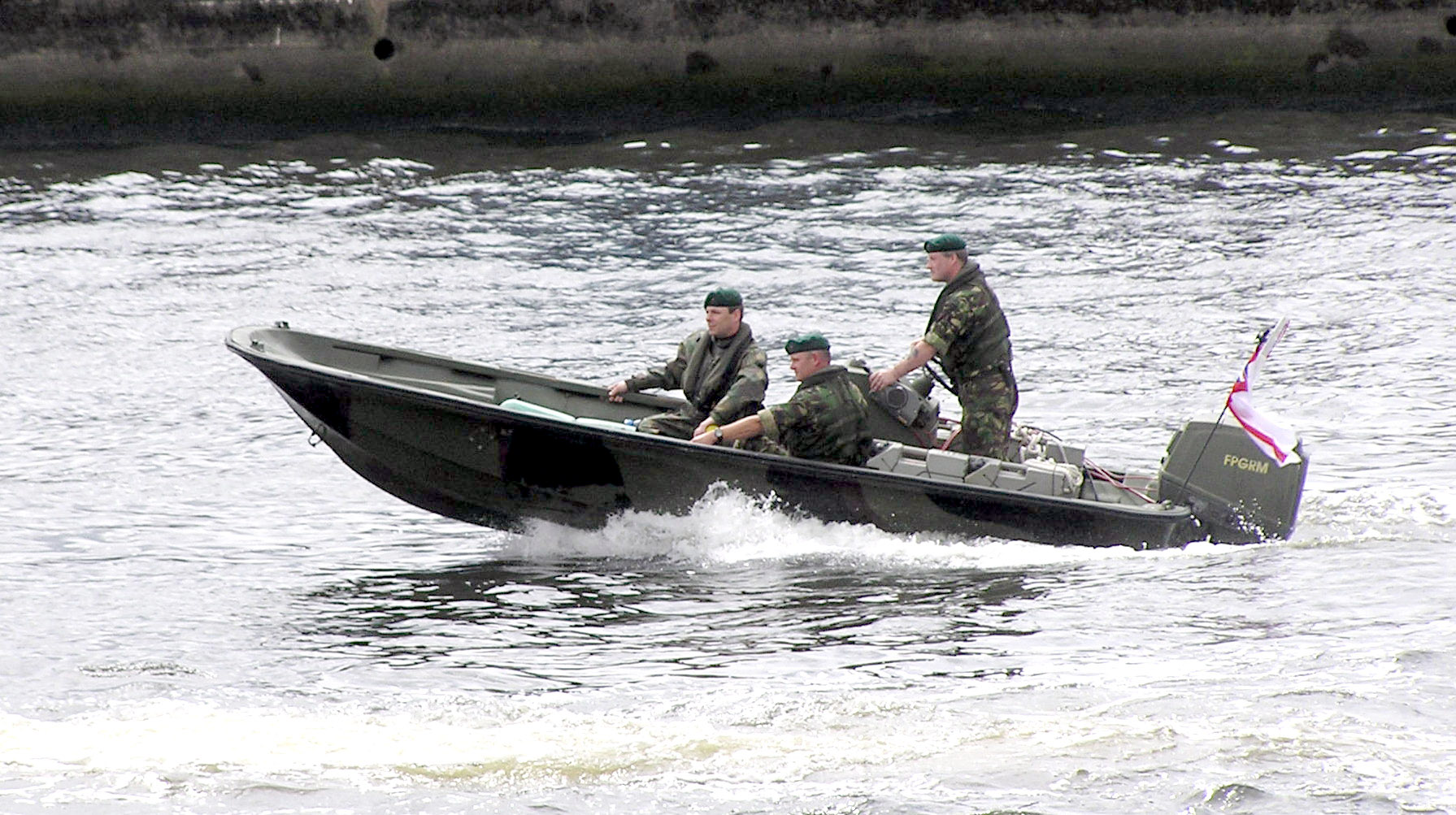
Royal Marines a bordo de una lancha.

## Armas de los Royal Marines
- Diemaco C8 - una versión actualizada del Colt Canada C7. Esto reemplazó al L85A2 en 2020.[1]
- Ametralladora ligera Minimi.
- Fusil Barrett
- Fusil de francotirador L96A1.
- Ametralladora media FN MAG.
- Ametralladora pesada Browning M2.
- Lanzacohetes antitanque LAW 80.
- Misil AT MILAN
- Mortero de 81 mm

## Transporte
- HMS Albion: Buque anfibio LPD
- HMS Bulwark: Buque anfibio LPD
- Buques anfibios LSD de la clase Bay, pertenecientes a la Real Flota Auxiliar

- Viking: Vehículo Anfibio de movimiento oruga para el transporte de tropas.
- LCU: Plataforma que permite transportar tanto soldados como vehículos.
- LCAC Hovercraft: 12 m de longitud y con una velocidad de 30 n sobre agua y tierra capaz de cargar a 12 marines totalmente equipados o 2 t de material.
- RRC: Plataforma Ligera de Combate: De 8 m de larga y con alcance de 120 mn a una velocidad máxima de 12 n y capaz de transportar a 8 marines con todo su equipo.
- IRC Mk2 ("ZODIAC"): 5 m de largo y capaz de trasladar a 5 marines con su equipo, capaces de ir a una velocidad de 20 n, no más de 2 horas de autonomía.
- Mexeflotes: Largas Plataformas para trasladar vehículos y material a la costa.
- Wildcat AH1:[2] Un helicóptero equipado con misiles TOW anti blindados, el gemelo de transporte no incorpora los tubos para los TOW y son capaces de trasladar a 8 Marines con todo el material a una velocidad de 160 n.
- Merlin Mk4:[3] Es la versión para Comandos del Merlin. capaz de elevar 6000 lb de peso, y transportar a 27 marines equipados a una distancia de 400 mn, es capaz de transportar land rovers, cañones de 105 mn, y sistema de defensa por misiles.

## Estructura
Los Royal Marines dentro de la fuerza rápida de reacción del Reino Unido sería capaz de desplegarse en cualquier lugar del mundo en 48 horas. Su estructura se basa en "Comandos", de entidad similar a un Batallón, y unidades de apoyo, agrupados en la 3.er. Brigada de Comandos:
- Comando 40
- Comando 42
- Comando 45
- Comando 43 - Grupo de Seguridad de la Flota
- 1 Rifles, en verano de 2008 el batallón fue adscrito a la 3.ª Brigada de Comandos.
- 29.º Regimiento Comando, Artillería Real
- Escuadrones Comando Independiente no. 51 y 131, Ingenieros Reales
- Regimiento Logístico Comando
- Reserva de los Marines Reales
- Servicio de Bandas
  - Escuela de Música del RIM y su Banda de Música y Banda de Guerra
  - Banda RIM HMS Collingwood
  - Banda RIM Portsmouth
  - Banda RIM Plymouth
  - Banda RIM en Escocia
  - Banda del Centro del Entrenamiento del Comando del RIM
- Servicio Especial de Bandas
- Centro de Entrenamiento del Comandos
- Fuerza Comando de Helicópteros, del Arma Aérea de la Flota del Marina Real
- Grupo de Asalto 1

## Escalas de mandos
| Divisas de los cuerpos de mando | Divisas de los cuerpos de mando | Divisas de los cuerpos de mando | Divisas de los cuerpos de mando | Divisas de los cuerpos de mando | Divisas de los cuerpos de mando | Divisas de los cuerpos de mando | Divisas de los cuerpos de mando | Divisas de los cuerpos de mando | Divisas de los cuerpos de mando | Divisas de los cuerpos de mando |
| Capitán general                 | General                         | Teniente general                | Mayor general                   | Brigadier                       | Coronel                         | Teniente coronel                | Mayor                           | Capitán                         | Teniente                        | Teniente 2.º                    |
| OF-10                           | OF-9                            | OF-8                            | OF-7                            | OF-6                            | OF-5                            | OF-4                            | OF-3                            | OF-2                            | OF-1b                           | OF-1a                           |
| ------------------------------- | ------------------------------- | ------------------------------- | ------------------------------- | ------------------------------- | ------------------------------- | ------------------------------- | ------------------------------- | ------------------------------- | ------------------------------- | ------------------------------- |
|                                 |                                 |                                 |                                 |                                 |                                 |                                 |                                 |                                 |                                 |                                 |

|  |  |  |  |  |  |

|  | No tiene | No tiene |